# Bob Riley
Ne doit pas être confondu avec Bob C. Riley ou Bob Riley (basket-ball).
Pour les articles homonymes, voir Riley.
Robert Renfroe Riley, dit Bob Riley, né le 3 octobre 1944 à Ashland (Alabama), est un homme politique américain, membre du Parti républicain et gouverneur de l'Alabama de 2003 à 2011. Il est auparavant élu à la Chambre des représentants des États-Unis à partir de 1997.

## Biographie

### Études et carrière parlementaire
Bob Riley est diplômé en gestion de l'université de l'Alabama. De 1997 à 2003, il exerce le mandat de représentant de l'Alabama à la Chambre des représentants des États-Unis.

### Gouverneur de l'Alabama
En novembre 2002, il est élu gouverneur de l'Alabama, en battant de justesse le gouverneur démocrate sortant, Don Siegelman. Il entre en fonction le 20 janvier 2003.
Bob Riley tente d'imposer une réforme du système fiscal de l'Alabama, considéré[Par qui ?] comme un des plus rétrogrades des États-Unis. Pour équilibrer les finances de l'État et corriger un système qu'il juge lui-même injuste envers les plus pauvres, il propose d'augmenter les taxes à l'intention des plus aisés, mais son plan est rejeté par 68 % des électeurs, en septembre 2003. 
En décembre 2005, il est le trentième gouverneur le plus populaire du pays, avec un taux d'approbation de 52 % (Sondage SurveyUSA portant sur 600 résidents de chaque État réalisé du 9 au 11 décembre 2005. Marge d'erreur de 4 %).
En novembre 2006, il est réélu pour un nouveau mandat de gouverneur, avec 58 % des voix contre 42 % à son adversaire démocrate Lucy Baxley, lieutenante-gouverneure sortante.

### Vie privée
Bob Riley est marié, père de quatre enfants et grand-père de quatre petits enfants. 